# Eublemma pergrata
Eublemma pergrata is een vlinder uit de familie van de spinneruilen (Erebidae). De wetenschappelijke naam van deze soort werd voor het eerst voorgesteld als Cucullia pergrata door Jules Pierre Rambur in een publicatie uit 1858.

## Verspreiding
De soort komt voor in de steppeachtige gebieden van het uiterste zuidwesten van Frankrijk, Portugal, Spanje, Marokko en Algerije.

## Vliegtijd
De vlinder vliegt van mei tot in september in twee generaties.

## Ondersoorten
- Eublemma pergrata pergrata (Rambur, 1838)
- Eublemma pergrata atlantica (Schawerda & Stättermayer, 1934) (Marokko, Algerije)